# Tadeusz Wałek-Czernecki
Tadeusz Wałek-Czernecki (ur. 27 listopada 1889 w Wadowicach, zm. 25 grudnia 1949 w Brighton w Wielkiej Brytanii) – polski historyk starożytności.
Nauki pobierał na Uniwersytecie Jagiellońskim pod okiem Piotra Bieńkowskiego. Prowadził także badania w Egipcie. Od roku 1922 był profesorem na Uniwersytecie Warszawskim. Od 1939 przebywał na emigracji. Autor prac o historii Greków z okresu hellenizmu i ekspansji rzymskiej na Wschodzie.

## Wybrane publikacje
- Die delphische Amphiktyonie in der Zeit der aitolischen Herrschaft, Berlin: E. Ebering 1911.
- Państwowość i niepodległość, Kraków: „Kultura Polski” 1917.
- Aleksander Wielki i epoka hellenistyczna w świetle źródeł, Kraków: Krakowska Spółka Wydawnicza 1924.
- Dzieje upadku monarchii macedońskiej, Kraków: Polska Akademia Umiejętności 1924.
- Najdawniejsze dzieje Grecji: w świetle źródeł, Kraków: Krakowska Spółka Wydawnicza 1924.
- Próba charakterystyki demokracji greckiej, Lwów 1930.
- Wartości kulturalne państwowości greckiej, Warszawa: Koło Historyków SUW 1932.
- Istota i znaczenie dziejowe dyktatury i cezaryzmu, Lwów: Polskie Towarzystwo Historyczne 1935.
- O metodzie badania przyczyn upadku świata starożytnego: uwagi wypowiedziane w dyskusji nad referatem prof. Kazimierza Zakrzewskiego na Zjeździe Historyków Polskich w Wilnie, Warszawa 1936.
- Historia gospodarcza świata starożytnego, t. 1: Wschód, Kraków: Trzaska, Evert i Michalski 1948.
- Historia gospodarcza świata starożytnego. T. 2: Grecja-Rzym, Kraków: Trzaska, Evert i Michalski 1948.
- (współautor: Stanisław Witkowski) Dzieje greckie, Warszawa 1934 (reprint Poznań: „Kurpisz”, 1996)